# Cigaritis siphax
Cigaritis siphax (Algerijnse zilverstreep) is een vlinder uit de familie van de Lycaenidae. De wetenschappelijke naam van de soort is voor het eerst gepubliceerd in 1849 door Hippolyte Lucas.
De soort komt voor in Algerije en Tunesië.